# Matthew Crampton

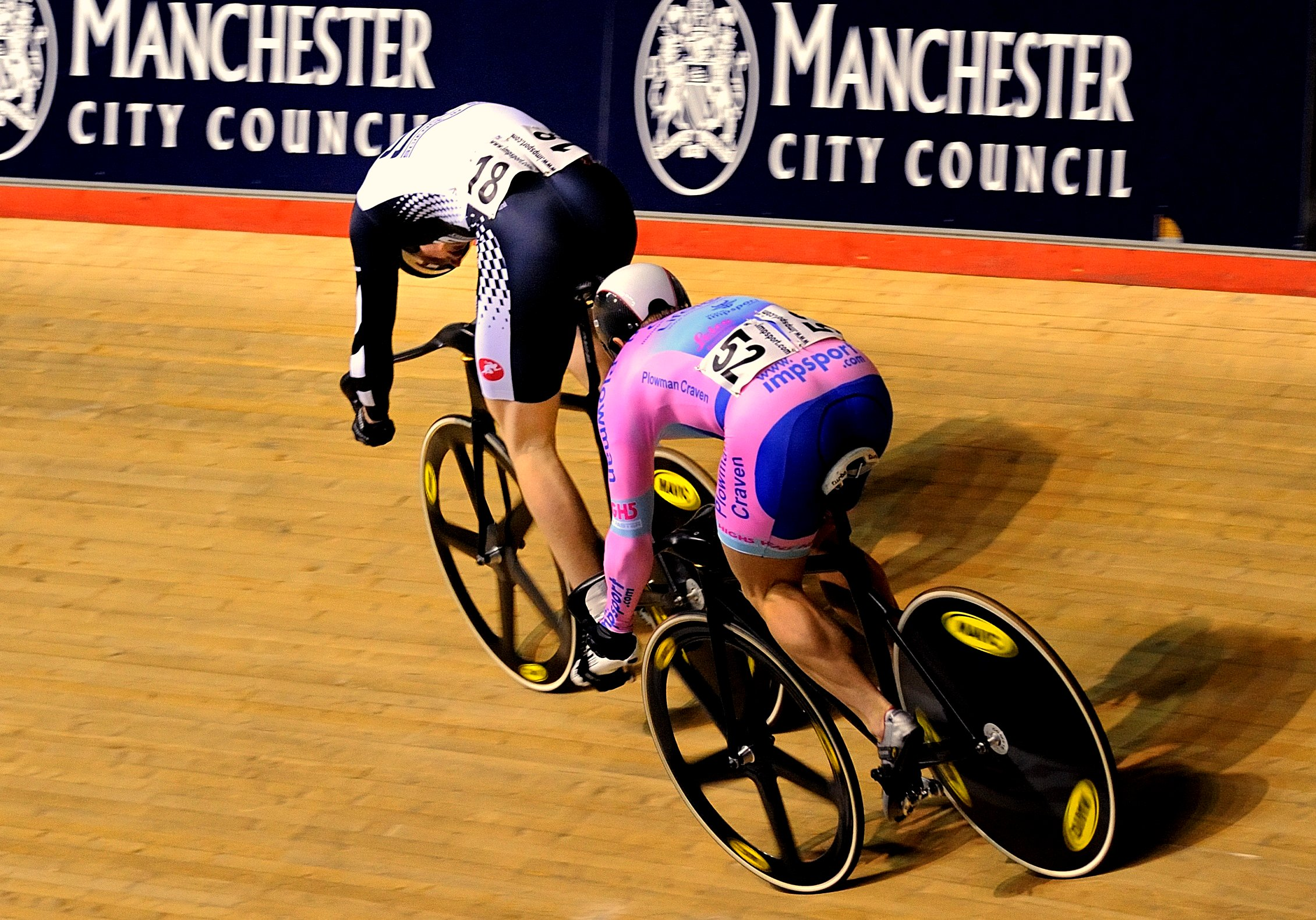
Matthew Crampton (vorne) bei den Britischen Bahnmeisterschaften 2008

Matthew „Matt“ Nicholas Crampton (* 23. Mai 1986 in Manchester) ist ein ehemaliger englischer Bahnradsportler, spezialisiert auf Kurzzeitdisziplinen.

## Sportliche Laufbahn
2003 wurde Matthew Crampton Britischer Junioren-Meister im Sprint und Zweiter im 1000-Meter-Zeitfahren; im Jahr darauf konnte er beide Disziplinen für sich entscheiden. Ebenfalls 2004 gelangen ihm mehrere internationale Erfolge: bei den Commonwealth Games der Junioren 2004 in Bendigo belegte er den ersten Platz im Sprint und ebenfalls den zweiten im Zeitfahren. Bei den Europameisterschaften in Valencia gelang ihm ein doppelter Erfolg mit den Titelgewinnen im Sprint und Keirin.
2005 wechselte Crampton in die Eliteklasse. Bei den Britischen Meisterschaften im selben Jahr errang er, mit Jason Kenny und Josh Hargreaves, den Titel im Teamsprint, wurde Zweiter im Sprint und Dritter im Zeitfahren. In den folgenden Jahren errang er weitere nationale Titel sowie Podiumsplätze bei internationalen Wettbewerben.
Bei der Bahn-WM 2009 in Pruszków wurde Matthew Crampton Vize-Weltmeister im Teamsprint (mit Jason Kenny und Jamie Staff); auch in Keirin und Sprint konnte er sich unter den ersten Zehn platzieren. 2011 errang Crampton bei den Bahnweltmeisterschaften in Apeldoorn mit Jason Kenny und Chris Hoy die Silbermedaille im Teamsprint; im selben Jahr wurde er Europameister im Keirin. 2012 wurde er mit Callum Skinner und Lewis Oliva bei den Europameisterschaften Dritter im Teamsprint. 2013 und 2016 war er bei Läufen des Bahnrad-Weltcups erfolgreich: 2013 beim Lauf des Bahnrad-Weltcup in Aguascalientes im Keirin und 2016 beim Bahnrad-Weltcup in Hongkong mit Philip Hindes, Callum Skinner und Jason Kenny im Teamsprint.
Im Laufe seiner erfolgreichen Karriere wurde Crampton nie für Olympische Spiele nominiert. Im November 2016 erklärte er seinen Rücktritt vom aktiven Sport und dass er künftig als Trainer arbeiten wolle. Er ist ein älterer Bruder der Radsportlerin Jessica Crampton.

## Erfolge
2003
- Britischer Junioren-Meister – Sprint

2004
- Junioren-Europameister – Keirin, Sprint
- Britischer Junioren-Meister – Sprint, 1000-Meter-Zeitfahren

2005
- Britischer Junioren-Meister – Keirin, Teamsprint (mit Jason Kenny und Josh Hargreaves)

2006
- Bahnrad-Weltcup in Moskau – Teamsprint (mit Jason Kenny und Craig MacLean)
- Commonwealth Games – Teamsprint (mit Jason Queally und Jamie Staff)

2007
- Bahnrad-Weltcup in Los Angeles – Teamsprint (mit Chris Hoy und Jamie Staff)
- Europameisterschaft (U23) – Keirin
- Europameisterschaft (U23) – Teamsprint (mit Jason Kenny und Christian Lyte)
- Britischer Meister – Keirin

2008
- Europameister (U23) – Keirin
- Europameisterschaft (U23) – Teamsprint (mit David Daniell und Christian Lyte)
- Europameisterschaft (U23) – Sprint
- Britischer Meister – Sprint, Keirin, 1000-Meter-Zeitfahren, Teamsprint (mit David Daniell und Christian Lyte)
- 2009
- Weltmeisterschaft – Teamsprint (mit Jamie Staff und Jason Kenny)

2010
- Bahnrad-Weltcup in Melbourne – Teamsprint (mit Chris Hoy und Jason Kenny)
- Europameisterschaft – Keirin
- Europameisterschaft – Teamsprint (mit Chris Hoy und Jason Kenny)

2011
- Weltmeisterschaft – Teamsprint (mit Chris Hoy und Jason Kenny)
- Europameister – Keirin

2012
- Europameisterschaft – Teamsprint (mit Lewis Oliva und Callum Skinner)
- Britischer Meister – Keirin

2013
- Bahnrad-Weltcup in Aguascalientes – Keirin
- Britischer Meister – Teamsprint (mit Kian Emadi-Coffin und Jason Kenny)

2015
- Britischer Meister – Teamsprint (mit Philip Hindes und Jason Kenny)

2016
- Bahnrad-Weltcup in Hongkong – Teamsprint (mit Philip Hindes, Jason Kenny und Callum Skinner)

## Teams
- 2012: Sky Track Cycling Team